# Паспорт гражданина Сирии
Паспорт гражданина Сирии — официальный документ, выдающийся гражданам Сирии для  поездок за границу. Действителен в течение десяти лет.

## История

### Биометрический паспорт
В конце 2016 года Департамент иммиграции и паспортного контроля Сирии объявил, что планирует перейти на биометрические паспорта. В начале 2019 года министр внутренних дел Сирии объявил, что страна готовится к выпуску новых паспортов. В августе 2023 года Сирия официально ввела биометрический паспорт, в котором, в отличие от прошлых паспортов, не используется французский язык, а были сохранены только арабский и английский.

## Содержимое
В паспорт вносят следующие сведения: фотографию владельца паспорта, тип («PN» для обычных паспортов, «PD» для дипломатических паспортов, «PL» для специальных паспортов, «PS» для служебных паспортов), код страны (SYR), номер паспорта, имя и фамилию, дату рождения, пол, место рождения, имя отца и матери, национальный идентификационный номер, дату истечения срока действия, место выдачи, дату выдачи.
Названия полей записываются текстом на арабском и английском языках (например, «ماريخ الولادة / Date of birth»).

## Международный статус
По состоянию на 7 марта 2024 года граждане Сирии имели безвизовый доступ или визу по прибытии в 27 стран и территорий, что ставит сирийский паспорт на 98-е место с точки зрения свободы передвижения в соответствии с индексом паспортов Henley.